# 都尉
都尉，是中国、朝鮮、越南很多官职称号的一部分，各种都尉职权地位差异较大，又分为各地管领军事事务的都尉与中央领特定事务的都尉两类。

## 各地方都尉
战国時代，都尉是为比将军职位低的武官。
秦朝设郡置郡守，以郡尉为辅官，主领军事。西汉凡人口达二十万的郡，便举郡尉一人，禁备盗贼。汉景帝中元二年（前148年）将郡尉改为都尉。
汉武帝时期，开始设置许多新的都尉，包括在三辅地区各置二名都尉，在函谷关、阳关等地监管出入的关都尉，在边郡屯田殖谷的农都尉，以及监管各夷降者的属国都尉。
至东汉，汉光武帝于建武七年废除各郡都尉，职权并入各郡太守，但是边郡、属国仍然設置都尉。如有大批盗贼等突发事件，各郡往往临时任用都尉，事毕即除。汉安帝就曾因为西羌势大，而复置右扶风都尉与京兆虎牙都尉。
三国魏晋时期，各州、郡、国仍常有都尉之职，至南北朝后则不再设立。
李自成起事后曾将知县改称都尉。

### 品秩地位
根据《二年律令·秩律》记载，西汉初郡都尉秩级为两千石，在郡中与太守平级。根据反映西汉末职官情况的《汉书·百官公卿表》记载，郡都尉秩级为比二千石，在郡中次于太守，东汉延制。魏晋时期，郡国都尉为第五品，仍与太守、国相同级。

## 中央特定职位
汉武帝除新设各地都尉外，还在中央新设大量特定名称的都尉之职，如水衡都尉、騪粟都尉及协律都尉等。这些都尉的职责与各地方都尉主领军事不同，主要负责特定事务而不限于武事。如协律都尉一职负责音乐事务，被汉武帝授予著名音乐家李延年。而水衡都尉汉武帝时仅是掌管皇家园林上林苑，不过魏晋以后却以之统领天下水军舟船器械。

### 三都尉
元鼎二年，汉武帝设立奉车都尉、驸马都尉、骑都尉，并称三都尉，各职均不止一人。奉车都尉掌管皇帝车驾，驸马都尉掌随驾车马，骑都尉监领羽林骑。三都尉之职位名称此后历代多有效仿，屡有废复。唐朝宋朝勳官有上轻车都尉、轻车都尉、上骑都尉及骑都尉等名号。尤其驸马都尉由于常由帝王女婿担任，遂渐成为帝婿的代称，流传至今。

### 折衝府
唐太宗時將統軍改折衝都尉，與別將果毅都尉負責軍府，相當隋朝的折衝郎將、果毅郎將。

## 清朝
清朝散阶中有武义都尉（正三品）、武翼都尉（从三品）、昭武都尉（正四品）、宣武都尉（从四品）。
乾隆年间将拜他喇布勒哈番（转写：baitalabure hafan）翻译为汉语骑都尉。

## 朝鮮王朝
朝鮮王朝的都尉是爵位之一，駙馬爵位為都尉。